# 劉其烽
劉其烽（英語：David Lau Ki-fung），前香港北區區議會天平東選區區議員，前新民主同盟成員。

## 從政生涯
2015年區議會選舉，劉其烽參選北區區議會天平東選區，挑戰競逐連任的柯倩儀，最終劉以約百分之四得票率之差擊敗柯倩儀及余智成，成功當選，為泛民主派重奪此選區的議席。而劉於2018年因天平西選區民主黨參選人問題與林卓廷不合，其後於因民主黨新界東支部因將軍澳民生關注組引起脫黨潮中同時退黨，但劉未有加入稍後由有關人士所創立的區政聯盟。
2019年，劉其烽加入新民主同盟。2019年區議會選舉，劉其烽以逾六成的得票率，約2,000票的差距擊敗捲土重來的民建聯柯倩儀及擔任北區國粹文化協進會主席的武術家呂玉山，成功連任。